# Sragen Wetan
Sragen Wetan is een bestuurslaag in het regentschap Sragen van de provincie Midden-Java, Indonesië. Sragen Wetan telt 15.327 inwoners (volkstelling 2010).